# (7504) Kawakita
(7504) Kawakita (1997 AF1) – planetoida z pasa głównego asteroid okrążająca Słońce w ciągu 5,65 lat w średniej odległości 3,17 j.a. Odkryta 2 stycznia 1997 roku.